# Irena Szydłowska
Irena Szydłowska född den 28 januari 1928 i Lviv, död den 14 augusti 1983 i Warszawa var en bågskytt och tränare från Polen. Hon tog OS-silver vid olympiska sommarspelen 1972 i München.